# Nevadillo negro
El nevadillo negro es una variedad de olivo procedente de la zona de la Sierra Morena cordobesa comprendida entre las localidades de Adamuz y Obejo, descendiendo la densidad de plantación al alejarse del sector. Al oeste va siendo sustituida sobre todo por la variedad Lechín (olivo) o Ecijano, y al este por la variedad Picual, conocida en la zona como Nevadillo Blanco. 
En el centro de su zona de distribución, el olivo Nevadillo Negro domina en las zonas más adversas de cultivo, sobre todo en lo que a espesor de suelo respecta.
El Nevadillo Negro es la variedad de olivo mejor adaptada a los inviernos relativamente fríos y húmedos, veranos muy cálidos, secos y largos, y sobre todo, a los suelos pobres, generalmente poco profundos y ácidos. Hablando por supuesto de cultivo en secano.
Es capaz de destacar en producción, respecto a las demás variedades, cuando las condiciones mediambientales no favorecen a variedades más delicadas como Picual. Sin embargo, en condiciones favorables de cultivo, el Nevadillo Blanco es más interesante agronómicamente hablando, por lo que las escasas nuevas plantaciones que se están realizando en la zona, no se hacen utilizando plantones de "olivo negro". Las zonas relativamente productivas se plantan de la variedadad "industrial" picual, y las zonas de origen del Nevadillo Negro, permanecen como cultivo marginal. Es fácil deducir el oscuro futuro de ésta variedad. 
Su fruto es de tamaño y aspecto similar al del Picual, aunque de menor rendimiento graso. Su producción también es menor en condiciones favorables, aunque más interesante en condiciones adversas.
- Datos: Q6041365